# 永田町

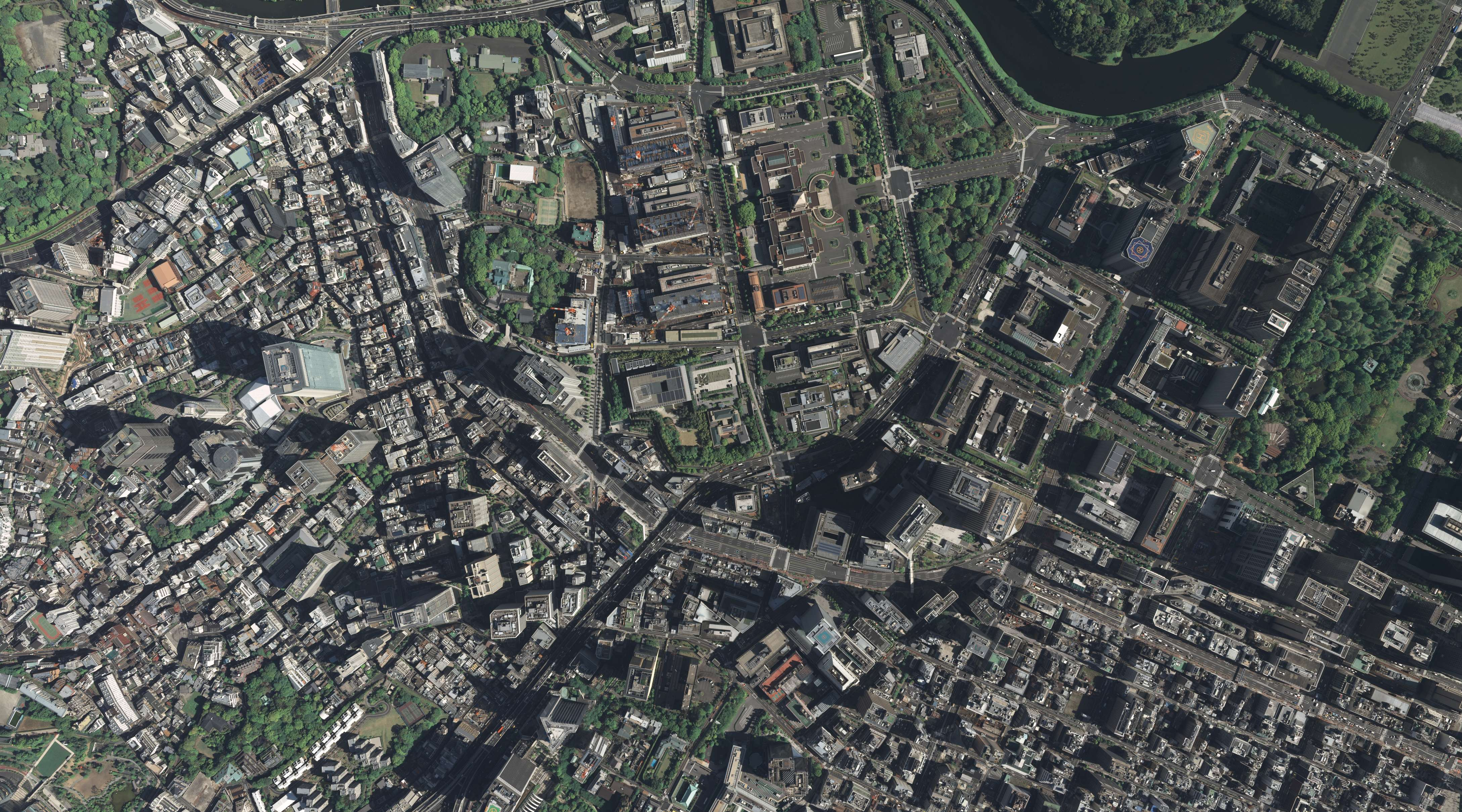
2009年拍攝的永田町（中北側）、霞關（東北側）、赤坂（西側）、虎之門（南側）一帶空拍圖

永田町（日语：／ Nagatachō */?）是日本東京都千代田區南端的地名。國會議事堂、國立國會圖書館、總理大臣官邸（日本首相府）、眾議院議長公邸、參議院議長公邸、自由民主黨本部、國民黨本部、日枝神社、都立日比谷高校、東急凱彼德大酒店、東急赤坂卓越大酒店所在地，日本國家政治的中樞地區。
由於日本首相的辦公室與寓所都位於永田町，有時外界會以「永田町之町長」來揶揄日本首相。

## 沿革
鄰近江戶城，因此大名宅邸林立。2003年舊總理大臣官邸重建工程時，發現村上藩内藤家的屋敷遺跡。日枝神社周邊是賞櫻花的名所。
明治時代在此設立陸軍省。當時的「永田町」一般可以指陸軍參謀本部。1936年國會議事堂完成後政治機能集中於此，「永田町」成為政界的代名詞。1982年發生大火災的新日本酒店、因226事件而有名的山王酒店今日已不存在。

### 地名由來
江戶初期，此地有永田姓的屋敷，因此稱作「永田馬場」，後演變為「永田町」。

### 町名變遷
| 實施後       | 實施年月日   | 實施前（未備註表各町部分地區）                                     |
| ------------ | ------------ | ------------------------------------------------------------------ |
| 永田町一丁目 | 1967年4月1日 | 永田町一丁目（大部分）、三年町、霞關一丁目、霞關二丁目、霞關三丁目 |
| 永田町二丁目 | 1967年4月1日 | 永田町一丁目、永田町二丁目（大部分）                               |
| 霞關三丁目   | 1967年4月1日 | 霞關三丁目、三年町、永田町二丁目                                   |

## 設施、建築
本章節僅列一部分

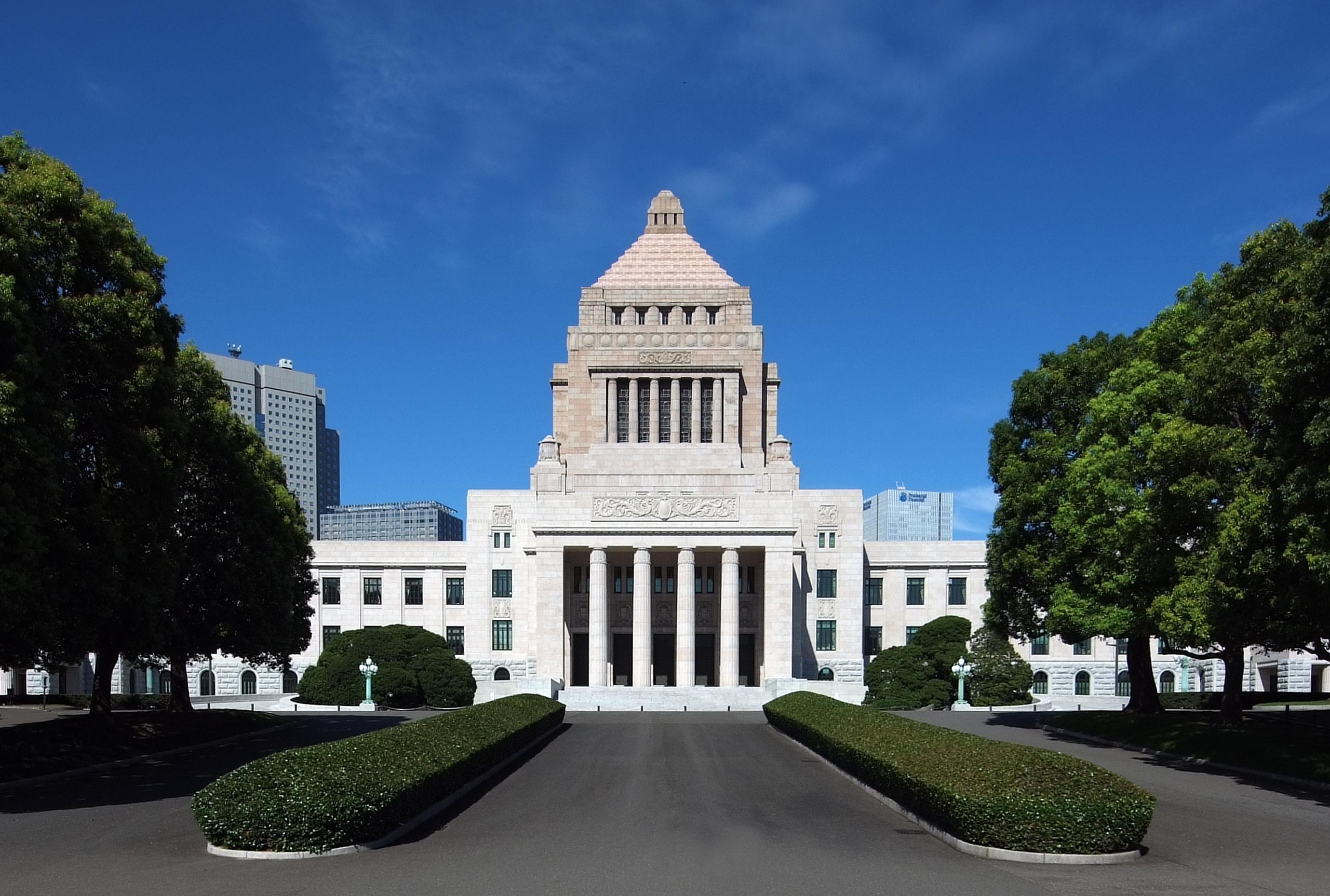
國會議事堂－眾議院、參議院
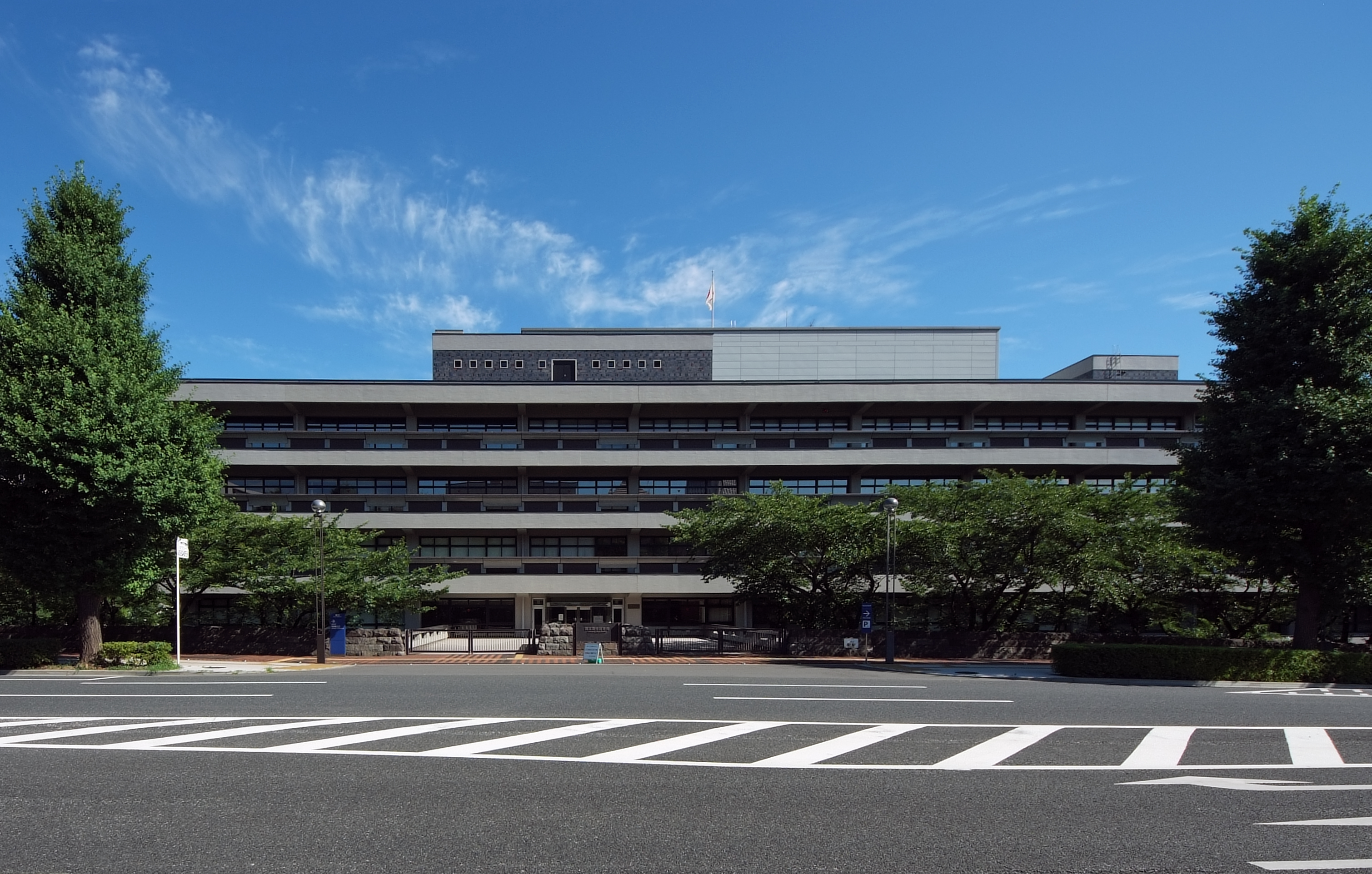
國立國會圖書館
- 里索那銀行參議院、眾議院支店
- 議員會館（日语：議員会館）
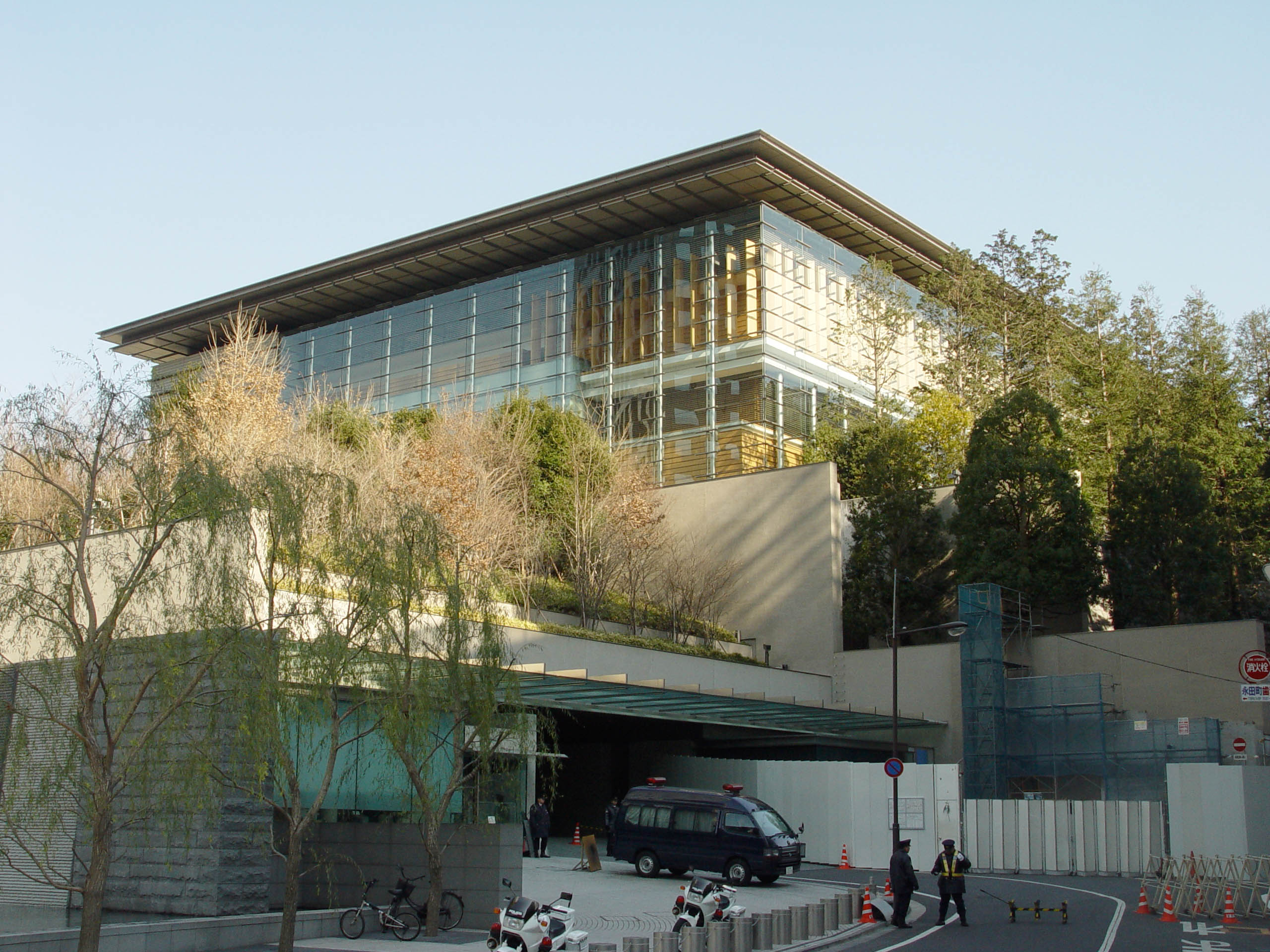
總理大臣官邸、總理大臣公邸（日语：総理大臣公邸）
- 國會記者會館－官邸前
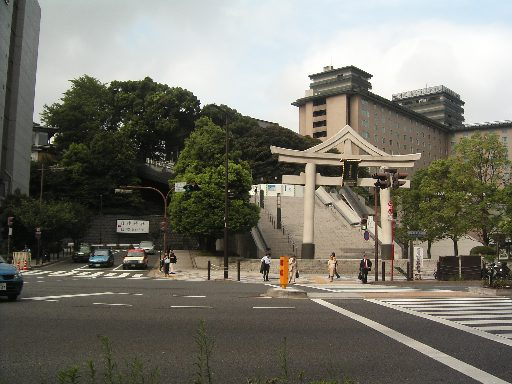
日枝神社－周邊是賞櫻景點
- 眾議院議長公邸（日语：衆議院議長公邸）、參議院議長公邸（日语：参議院議長公邸）－兩棟相鄰
- 日本水準原點標庫（日语：日本水準原点標庫）－1891年5月，設置在當時的參謀本部陸地測量部（日语：陸地測量部）廳舍内
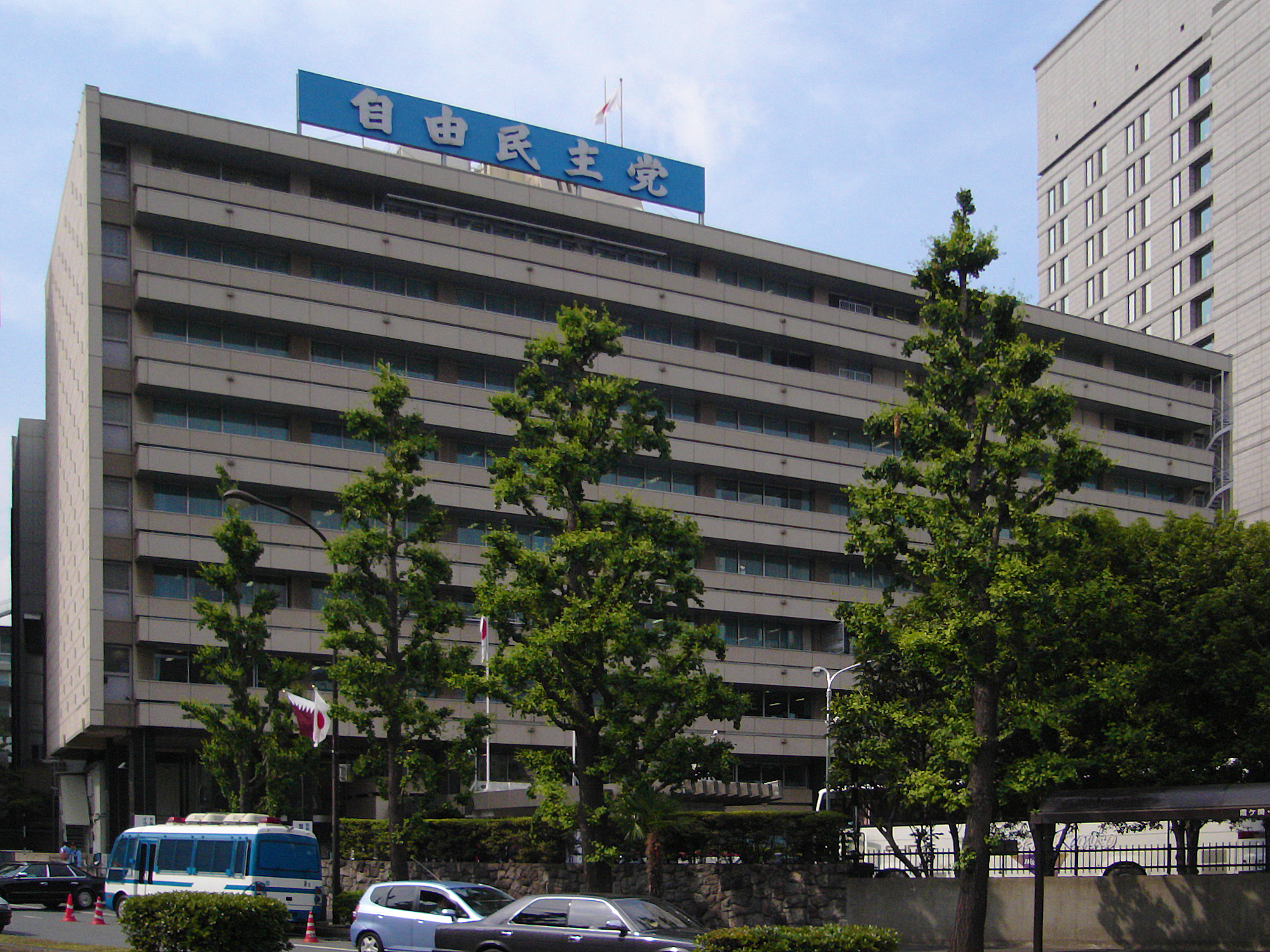
自由民主黨本部
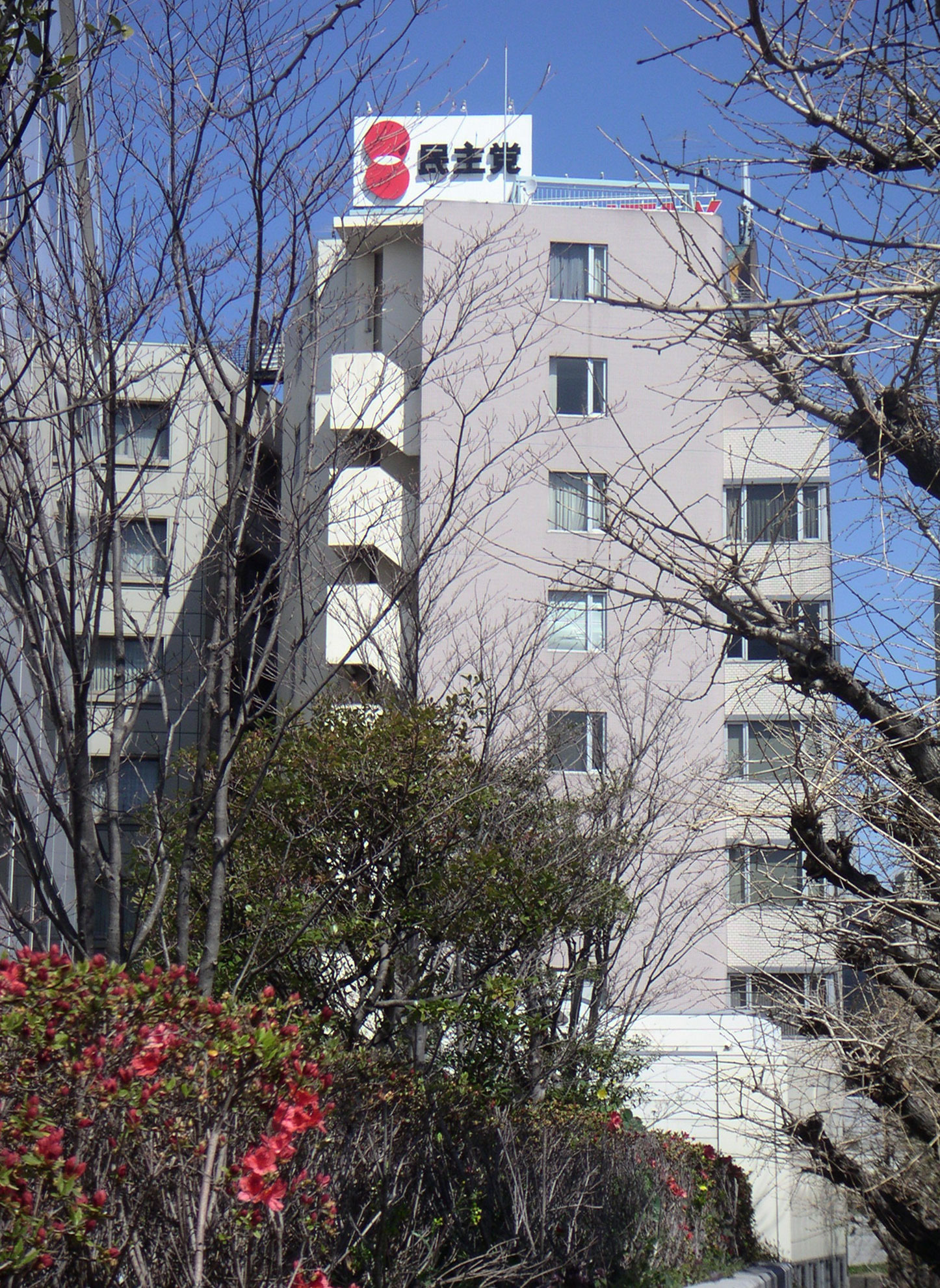
內閣府廳舍－内閣官房與内閣府在內
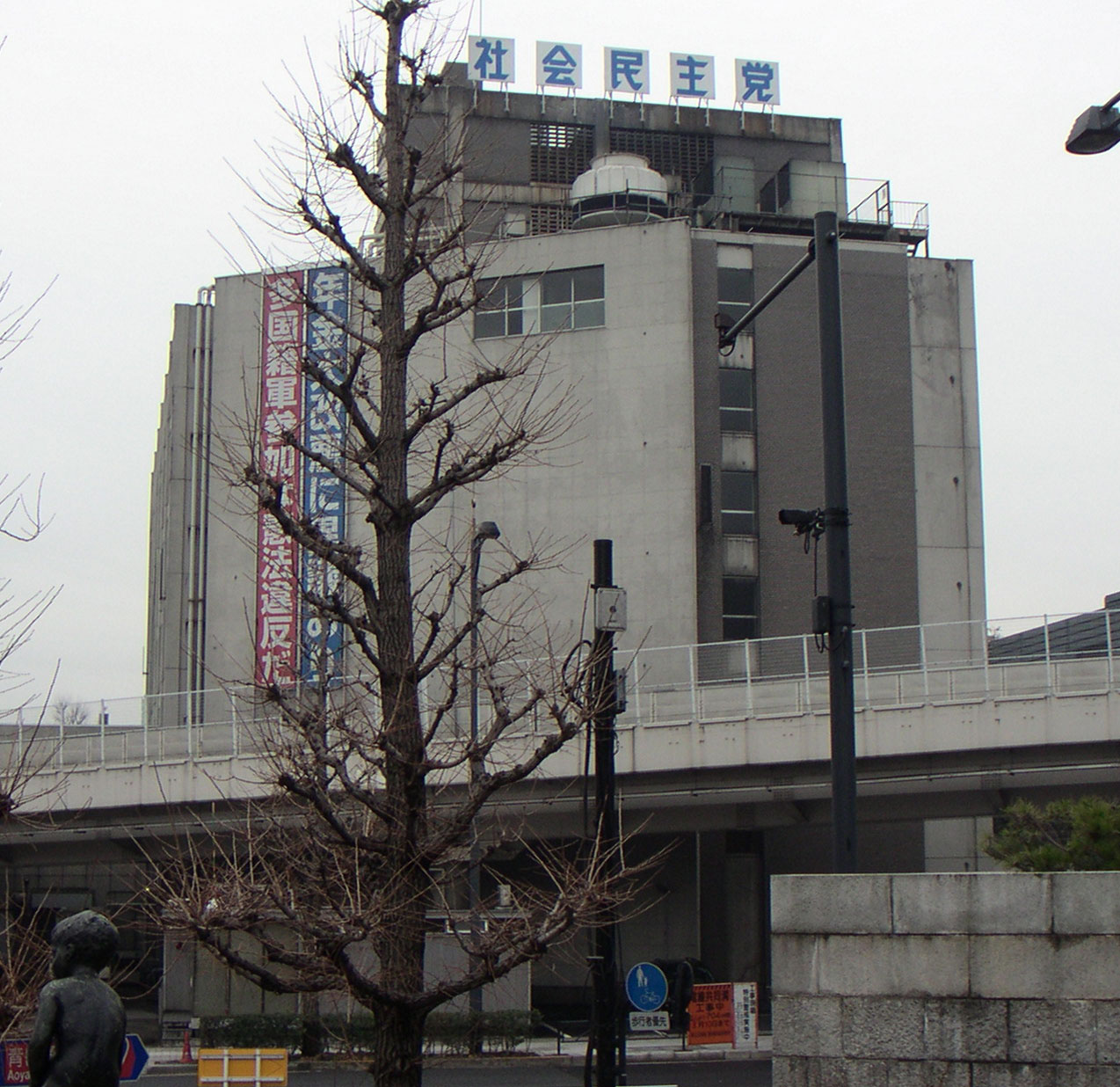
憲政紀念館（日语：憲政記念館）
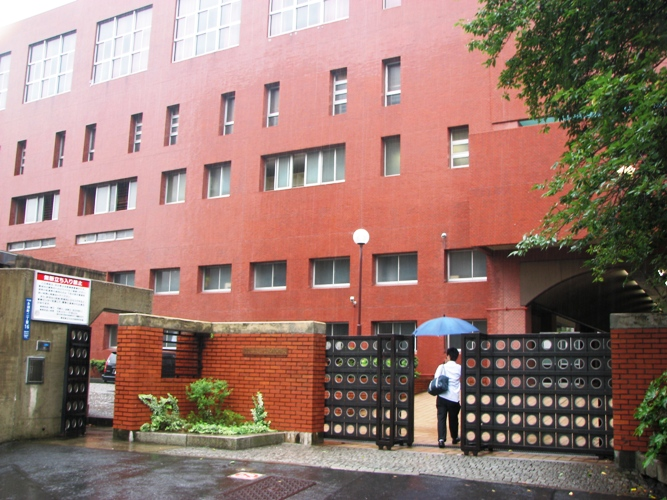
東京都立日比谷高等學校（日语：東京都立日比谷高等学校）
- 山王飯店
- 東急凱彼德大酒店（日语：ザ・キャピトルホテル 東急）
- 東急赤坂卓越大酒店（日语：赤坂エクセルホテル東急）
- 保誠塔（日语：プルデンシャルタワー）－1982年火災的新日本酒店（日语：ホテルニュージャパン）舊址
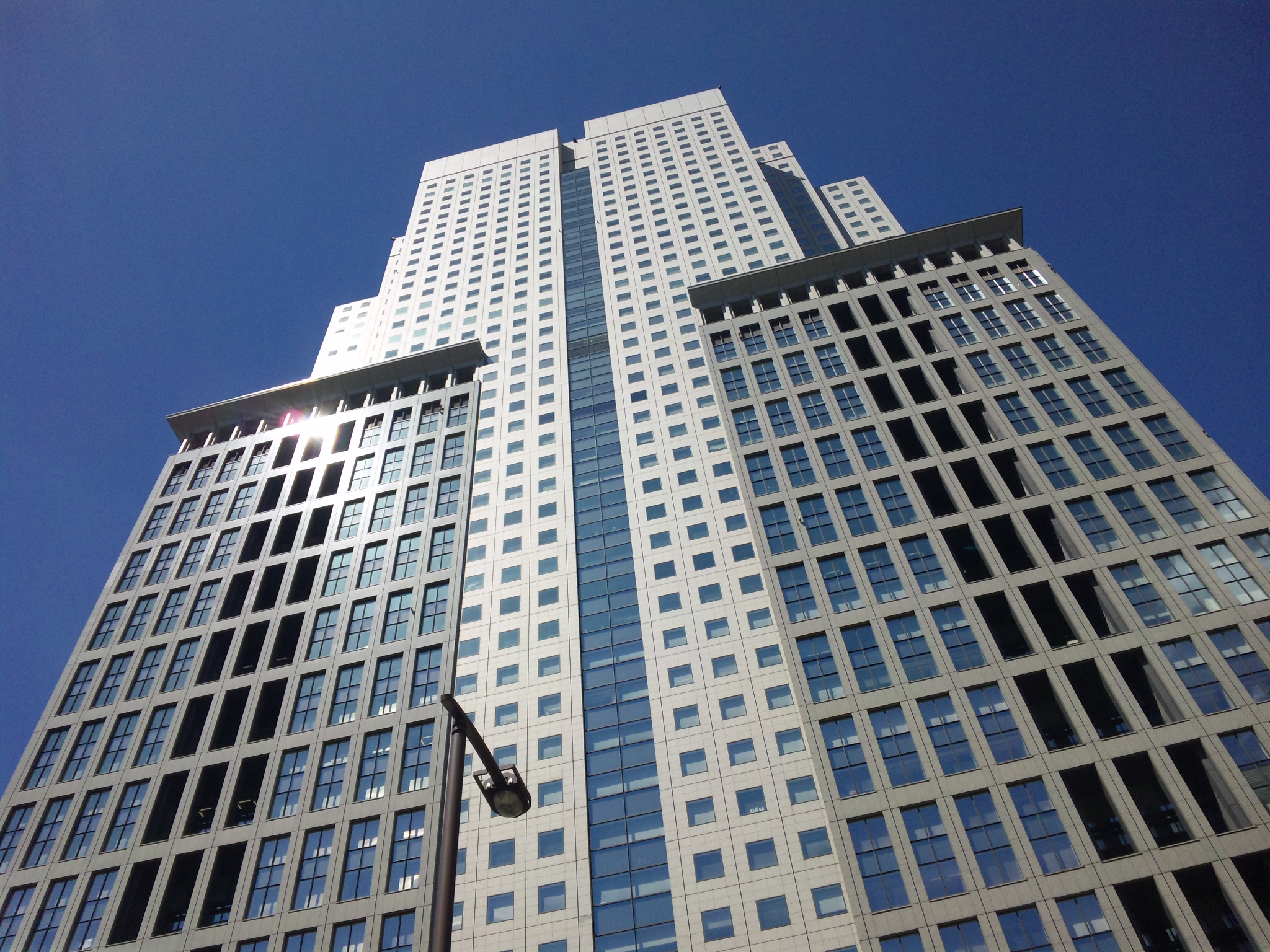
山王公園塔－1936年二二六事件所在地的山王飯店舊址，現在是NTT Docomo本社所在地
- 墨西哥大使館

- 國會議事堂
- 國立國會圖書館
- 總理大臣官邸
- 日枝神社
- 自由民主黨本部
- 民進黨本部
- 社會民主黨本部
- 都立日比谷高等學校（日语：東京都立日比谷高等学校）
- 山王公园塔

## 交通
- 丸之内線（國會議事堂前站、赤坂見附站）
- 千代田線（國會議事堂前站）
- 銀座線（溜池山王站、赤坂見附站）
- 有樂町線（永田町站）
- 半藏門線（永田町站）
- 南北線（溜池山王站、永田町站）

## 備註
1. ↑  町丁別世帯数および人口（住民基本台帳）：平成25年7月1日現在-千代田区総合ホームページ 的存檔，存档日期2013-10-23.
2. ↑  .   [2013-08-13]. （原始内容存档于2021-03-25）.

## 關連項目
- 永田町站